# Alexander Wildermeth
Alexander Wildermeth (geboren 12. September 1737 in Biel, Fürstbistum Basel; gestorben 1. März 1800 in Pieterlen, Frankreich) war ein Schweizer Ratsherr, Schaffner (Vermögensverwalter), Salzdirektor und Meier (fürstbischöflicher Stadtregent).

## Leben

### Beruflicher Werdegang
Alexander Wildermeth war Sohn des Meiers und Bürgermeisters Alexander Jakob Wildermeth und der Maria Katharina Elisabeth Thellung (1721–1745), einer Tochter des Meiers Vincenz Maximilian. Von 1749 bis 1752 erhielt er Unterricht bei Pfarrer Franz Ludwig Sprüngli in Madiswil. Von 1753 bis 1755 studierte er Jura in Lausanne und Bern.
1756 war er als Nachfolger seines Vaters Verwalter der Schaffnerei Bellelay, bis er 1758 als Hauptmann zum Militär ging. Ab 1761 wurde er Mitglied des Bieler Grossen Rates (Parlament), 1762 Stubenmeister der Zunft zum Wald, 1767 Stadthauptmann des Auszuges und 1769 Schaffner (Vermögensverwalter) von Bellelay. Ab 1772 wurde er Mitglied des Bieler Kleinen Rates und Salzdirektor. Am 26. März 1772 ernannte ihn der Fürstbischof von Basel Montjoye-Hirsingen zum Hofrat. Von 1778 bis 1782 war er Venner. Am 6. Dezember 1782 ernannte ihn der Basler Fürstbischof Sigismund von Roggenbach zum Meier von Biel, zum Landvogt von Orvin (früher Ilfingen) und zum Amtmann auf dem Tessenberg. 
Nachdem 1792 die französischen Truppen ins Fürstbistum Basel eingerückt waren, wurde Wildermeth als Mitglied in den fürstbischöflichen Regentschaftsrat der südlichen Stiftslande berufen. Als es im Erguel zu einem Aufstand kam, ersuchte Wildermeth von Bern Unterstützung, das Erguel in die Eidgenossenschaft einzubinden, was aber misslang. Er trat auch für die Trennung der südlichen Reichsgebiete der Hochstifte von Moutier und Bellelay vom Reich und ihre Anbindung an die Eidgenossenschaft ein.
Nach der Annexion Biels an Frankreich wurde er am 16. Februar 1797 als Meier von Biel abgesetzt.

### Gesellschaftliches Engagement
Wildermeth führte ein offenes Haus, das politische und gesellschaftliche Begegnungsstätte war. 1784 empfing er Heinrich von Preussen, den jüngsten Bruder Friedrichs II. von Preussen und begründete damit die langjährige Beziehung der Familie zum preussischen Hof. 1787 war Prinz Edward, der jüngster Sohn des englischen Königs, bei ihm zu Gast. Ende 1787 beherbergte Wildermeth für einige Wochen den Maler Philippe Jacques de Loutherbourg, der sich im Streit von seinem ehemaligen Freund Alessandro Cagliostro getrennt hatte und dort ausgezogen war. 1795 bot er Jean-Jacques Rousseau zwei Tage lang Asyl an.
Alexander Wildermeth war Mitglied der Oekonomischen Gesellschaft Bern und der 1761 gegründeten Bieler Sektion.  Er engagierte sich für die Einführungen der Seidenraupenzucht und verfasste eine «Topographische Beschreibung des Bieler-Sees und der umliegenden Landschaft». Ausserdem gehörte er 1765 zu den Gründern der Moralischen Burgerbibliothek Biel (heute Stadtbibliothek Biel).

### Privates
In erster Ehe war Wildermeth seit 1758 mit Anna Margrith de Treytorrens (1738–1782) verheiratet. Nach deren Tod schloss er 1788 die zweite Ehe mit Maria Anna Calame (1766–1796). Eine angebliche dritte Ehe mit einer Gouvernante lässt sich nicht nachweisen. Er hatte sechzehn Kinder.